# 1360

## Esdeveniments
- 8 de maig: Se signa el Tractat de Brétigny, que atura temporalment la Guerra dels Cent Anys.[1]
- Pesta a Anglaterra (pèrdua de més del 20% de la seva població)
- Es pinta el Retaule de Palau, obra de Jaume Serra

## Naixements
- 10 d'agost, Pàdua: Francesco Zabarella, cardenal i canonista italià.